# چک شکم‌سفید
چک شکم‌سفید (نام علمی: Saxicola gutturalis) پرنده‌ای از سردهٔ چک در تیرهٔ مگس‌گیران در راستهٔ گنجشک‌سانان است که در اندونزی و تیمور شرقی یافت می‌شود. زیستگاه طبیعی این پرنده جنگل‌های مرطوب گرمسیری و نیمه‌گرمسیری و ساوانای خشک است. این گونه به دلیل نابودی زیستگاه در معرض خطر است.